# EHC (voetbalclub)
EHC, voluit Emma Hoensbroek Combinatie, was een amateurvoetbalvereniging uit Hoensbroek, gemeente Heerlen, Limburg, Nederland.

## Algemeen
EHC ontstond in augustus 1964 uit de fusie tussen Sportclub Emma en SV Hoensbroek. Hierbij werd de oprichtingsdatum 27 september 1917 van de oudste fusiepartner SC Emma aangehouden. De clubkleuren zijn rood-wit. EHC behoorde prestatief tientallen jaren tot de beter presterende clubs van het Limburgse amateurvoetbal. Op 10 april 2024 werd de club op eigen verzoek failliet verklaard vanwege een financiële schuld van circa 80.000 euro. Alle elftallen werden uit de competitie genomen.

## Historie
Sportclub Emma
Sportclub Emma is de oudste van deze twee verenigingen en verbonden met Staatsmijn Emma. Mede vanwege de stimulerende initiatieven vanuit de mijn was Sportclub Emma succesvol en bereikte het net na de Tweede Wereldoorlog de hoogste klasse in het Nederlandse voetbal. In die tijd werd strijd geleverd tegen clubs als MVV, Rapid JC, Roda Sport, SV Bleijerheide, SV Limburgia, RKSV Groene Ster, Fortuna'54, VVV-Venlo, PSV, LONGA en Willem II. Toen in 1954 het betaalde voetbal zijn intrede deed in Nederland, sloot Sportclub Emma hier niet bij aan.
Sportclub Emma bleef daarentegen meedoen in de hoogste klassen van het amateurvoetbal en werd in 1961 afdelingskampioen van de hoogste amateurklasse. De algemene landstitel bij de zondagamateurs werd in twee wedstrijden tegen Xerxes op een haar na gemist.
SV Hoensbroek
SV Hoensbroek is opgericht op 1 september 1920. Deze vereniging bereikte haar hoogtepunt toen het standaardelftal drie seizoenen op het hoogste amateurniveau uitkwam.
Fusie
Uiteindelijk belandde zowel Emma als Hoensbroek op een dood spoor. Mede door de totaal verschillende achtergronden van beide verenigingen verliepen de fusiebesprekingen moeizaam. Uiteindelijk kwam er in augustus 1964 witte rook uit de schoorsteen. De fusievereniging EHC (Emma Hoensbroek Combinatie) was geboren.

## Accommodatie
Vanaf medio 1969 tot en met het seizoen 1986-1987 speelde de club op het inmiddels gesloopte sportpark aan de "Prof. Eyckmanlaan".
Op maandagavond 9 november 1987 werd het sportcomplex "De Dem" in gebruik genomen met een wedstrijd tegen PSV. Voor ruim drieduizend toeschouwers werd nipt verloren met 2-3.

## Standaardelftal
Het standaardelftal speelt meestal in de landelijke Hoofdklasse.
EHC startte in de hoogste amateurklasse, de klasse waarin SC Emma laatstelijk uitkwam. Behoudens vijf seizoenen in de Tweede- en Derde klasse (1968/69-1972/73) speelde het enkel in de Eerste klasse of Hoofdklasse.
Dit elftal kwam 29 seizoenen op het hoogste amateurniveau uit (met SC Emma meegerekend 44 seizoenen), tot en met 1973/74 vijf seizoenen in de Eerste klasse en 24 seizoenen in de Hoofdklasse, waar in 1979 en 1985 het klassekampioenschap werd behaald. In de strijd om het Kampioenschap bij de zondagamateurs eindigde het in 1979 als tweede achter Rohda Raalte en voor VUC en in 1985 als derde achter USV Elinkwijk en VV Rheden.

### Erelijst
EHC
kampioen Hoofdklasse: 1979, 1985
kampioen Eerste klasse: 1976, 1998, 2015, 2019
winnaar Districtsbeker Zuid II: 1991, 1997
SC Emma
kampioen Eerste klasse: 1961
kampioen Tweede klasse: 1929, 1952, 1955
kampioen Derde klasse: 1924
SV Hoensbroek
kampioen Tweede klasse: 1958
kampioen Derde klasse: 1928, 1938, 1946, 1954, 1956

### Competitieresultaten EHC 1965–2024
| 6 1D |

| 10 1D |

| 7 1D |

| 12 1D |

| 11 2A |

| 2 3B |

| 3 3B |

| 1 3B |

| 2 2B |

| 8 1F |

| 2 1F |

| 1 1F |

| 5 C |

| 3 C |

| 1 C |

| 11 C |

| 6 C |

| 6 C |

| 11 C |

| 9 C |

| 1 C |

| 5 C |

| 6 C |

| 11 C |

| 8 C |

| 11 C |

| 6 C |

| 4 C |

| 9 C |

| 9 C |

| 12 C |

| 3 1F |

| 13 B |

| 1 1D |

| 11 B |

| 8 B |

| 10 B |

| 12 B |

| 9 1D |

| 3 1D |

| 4 1D |

| 5 1D |

| 3 1D |

| 4 1D |

| 3 1D |

| 3 1D |

| 2 B |

| 4 B |

| 4 B |

| 12 B |

| 1 1D |

| 3 B |

| 12 B |

| 15 B |

| 1 1D |

| - B |

| - B |

| - B |

| 10 1C |

| - 1F |

- 1975: de beslissingswedstrijd in het stadion van Fortuna om het klassekampioenschap in 1F werd met 1-3 verloren van SV Panningen[1]
- seizoen 2019/'20 in maart 2020 stilgelegd vanwege de uitbraak van het coronavirus. Er werd voor dit seizoen geen officiële eindstand vastgesteld.
- seizoen 2020/'21 in oktober 2021 stilgelegd vanwege de uitbraak van het coronavirus. Er werd voor dit seizoen geen officiële eindstand vastgesteld.
- 2022: in januari teruggetrokken uit de competitie
- 2024: in april teruggetrokken uit de competitie

| Hoofdklasse | Eerste klasse | Tweede klasse | Derde klasse |

### EHC in de KNVB Beker
Dit schema laat de resultaten zien van EHC tegen profclubs in de KNVB Beker.
| Seizoen | Ronde    | Wedstrijd             | Uitslag |
| ------- | -------- | --------------------- | ------- |
| 1979/80 | 1e ronde | SC Amersfoort - EHC   | 4-0     |
| 1985/86 | 1e ronde | EHC - NAC Breda       | 2-7     |
| 1992/93 | 2e ronde | EHC - TOP Oss         | 1-3     |
| 1997/98 | Groep 12 | Helmond Sport - EHC   | 5-2     |
| 1997/98 | Groep 12 | EHC - MVV Maastricht  | 0-3     |
| 2000/01 | Groep 20 | VVV - EHC             | 2-0     |
| 2000/01 | Groep 20 | EHC - MVV Maastricht  | 0-2     |
| 2001/02 | Groep 11 | EHC - MVV Maastricht  | 0-4     |
| 2001/02 | Groep 11 | EHC - Fortuna Sittard | 0-9     |
| 2008/09 | 2e ronde | EHC - Fortuna Sittard | 0-3     |
| 2012/13 | 3e ronde | EHC - PSV             | 1-3     |
| 2013/14 | 2e ronde | EHC - FC Eindhoven    | 1-4     |

### Competitieresultaten SC Emma 1921–1964
| 2 3D |

| 2 3? |

| 2 3E |

| 1 3E |

| 8 2C |

| 6 2C |

| 3 2C |

| 2 2C |

| 1 2C |

| 2 2C |

| 2 2C |

| 3 2C |

| 4 2C |

| 6 2C |

| 4 2C |

| 3 2C |

| 9 2C |

| 7 3A |

| 4 2C |

| 4 2? |

| 8 2A |

| 2 2B |

| 3 2B |

| 5 2B |

|  |

| 8 1 |

| 7 1 |

| 3 1 |

| 6 1 |

| 9 1 |

| 11 1E |

| 1 2B |

| 6 2A |

| 2 2A |

| 1 2A |

| 7 1C |

| 6 1C |

| 3 1C |

| 4 1C |

| 2 1C |

| 1 1D |

| 4 1D |

| 6 1D |

| 9 1D |

- seizoen 1944/'45 in september 1944 stilgelegd vanwege de oorlogsomstandigheden

| Eerste klasse | Tweede klasse | Derde klasse |

### Competitieresultaten SV Hoensbroek 1926–1964
| 2 3D |

| 3 3E |

| 1 3D |

| 11 2C |

| 7 2B |

| 9 2C |

| 10 2C |

| 7 2C |

| 8 2C |

| 10 2C |

| 6 3H |

| 2 3G |

| 1 3H |

| 6 3H |

| 6 3? |

| 9 3D |

| 5 3C |

| 7 3C |

| 2 3C |

|  |

| 1 3C |

| 3 2A |

| 2 2A |

| 5 2A |

| 5 2A |

| 8 2A |

| 9 2A |

| 12 2A |

| 1 3A |

| 10 3B |

| 1 3B |

| 1 3A |

| 1 2A |

| 3 1C |

| 11 1C |

| 12 1D |

| 5 2A |

| 9 2A |

| 12 2B |

- seizoen 1944/'45 in september 1944 stilgelegd vanwege de oorlogsomstandigheden

| Eerste klasse | Tweede klasse | Derde klasse |

In elke staaf van de grafiek staat van boven naar beneden vermeld: 
- Eindnotering

Dit is de positie die de club heeft bereikt in de competitie, zonder eventuele beslissings-, play-off- of nacompetitiewedstrijden die nodig zijn geweest om bijvoorbeeld de kampioen van de competitie te bepalen.
Indien een * achter het getal staat is de notering een tussenstand en kan het zijn dat de notering niet overeenkomt met de uiteindelijke eindstand van de competitie.
Staat er een - dan is het seizoen nog bezig en is er geen definitieve uitslag bekend.
Staat er xx op de positie van de notering, dan heeft de club vroegtijdig de competitie verlaten. Dit kan onder andere komen door terugtrekking van het team, faillissement van de club of door een uitgedeelde straf van de KNVB. In veel gevallen staat elders in het artikel de reden vermeld.
Staat er een ? dan is het resultaat uit het verleden onbekend, en is alleen de competitie of het niveau bekend van dat seizoen.
In de seizoenen 2019/20 en 2020/21 werd wegens de coronacrisis het amateurvoetbal afgebroken. Daardoor kennen deze staven geen eindklassering (middels -- weergegeven).
- Competitieniveau en afdelingsletter of Officiële eindstand Eredivisie
  - Competitieniveau en afdelingsletter

Hierbij geeft het getal het niveau weer, dat ook terug te vinden is in de legenda. De letter is de afdelingsaanduiding en wordt gebruikt wanneer er meer afdelingen zijn op hetzelfde niveau. De afdelingsletter is altijd een hoofdletter en wordt meestal zonder nummer gebruikt.
Voorbeeld: 2F is niveau 2e klasse competitie F.
Het competitieniveau en nummer wordt niet vermeld wanneer er slechts één competitie van dit niveau was.
  - Officiële eindstand Eredivisie (getal staat tussen haakjes vermeld)

Sinds de introductie van play-offwedstrijden voor Europees voetbal na afloop van de reguliere competitie in 2005/06, is de KNVB verplicht een eindstand van de Eredivisie door te geven aan de UEFA aan de hand van deze play-offwedstrijden.
Bij deze eindstand staan clubs die zich hebben gekwalificeerd voor Europees voetbal hoger dan clubs die zich niet wisten te kwalificeren. Indien er geen verschil was tussen de eindnotering en de officiële eindstand, staat dit getal niet vermeld.

- Onderafdeling

Hier staat afgekort de naam van de onderafdeling indien de club in dat jaar in een onderafdeling uitkwam. Tevens staat deze afkorting in de legenda en wordt gelinkt naar het artikel over deze onderafdeling. Deze afkorting wordt alleen vermeld wanneer de club in het verleden in verschillende onderafdelingen heeft gespeeld. Deze vermelding is in de staaf altijd in kleine letters. Deze onderafdelingen zijn na het seizoen 1995/96 afgeschaft. Heeft de club in slechts één onderafdeling gespeeld, dan is dit alleen terug te vinden in de legenda.
Onder de staaf staat het jaartal vermeld waarin het seizoen is afgesloten. 15 verwijst naar het seizoen 2014/15 of eventueel het seizoen 1914/15.
Wanneer een staaf leeg is, zijn deze gegevens niet bekend. Het kan ook zijn dat de club dat seizoen niet heeft meegespeeld op het hogere amateurniveau, vroegtijdig de competitie heeft verlaten of uit de competitie is gezet.

In het seizoen 1944/45 was er wegens de Tweede Wereldoorlog geen regulier competitievoetbal.

## Bekende (oud-)spelers
- Marcel Adam
- Jordi Baur
- Jerome Beckers
- Jaap van den Berg
- Uwe Blotenberg
- Job Bulters
- Gerrie de Goede
- Stijn Haeldermans
- René Maessen
- Bambang Pamungkas
- Fernando Ricksen
- Ole Tobiasen
- Lambert Verdonk
- Kevin Vijgen
- Bastian Weiser

## Bekende (oud-)trainers
- Jan Bijl

RKSV Bekkerveld · SV De Dem · SV Eikenderveld · RKSV Groene Ster · Heksenberg-NEC · FC Hoensbroek · Passart-VKC · RKHBS · Sporting Heerlen · RKVV Weltania